# Васильков, Николай Корнилович
Николай Корнилович Васильков (23 апреля 1902 года, Витебск — 4 июля 1973 года, Москва) — советский военный деятель, генерал-лейтенант артиллерии (31 мая 1954 года).

## Биография
Николай Корнилович Васильков родился 23 апреля 1902 года в Витебске.

### Первая мировая и гражданская войны
В июне 1918 года вступил в ряды РККА, после чего был направлен красноармейцем в штаб 1-й Витебской пехотной дивизии. В сентябре был назначен на должность письмоводителя штаба 1-й бригады 2-й Смоленской пехотной дивизии, а в ноябре — на ту же должность в составе 17-й стрелковой дивизии, сформированной из частей 1-й Витебской и 2-й Смоленской пехотных. В составе дивизии Васильков принимал участие в боевых действиях на Западном фронте против войск под командованием С. В. Петлюры, а также на двинском, полоцком и виленском направлениях, с января по март 1919 года — в районах Пинска, Мозыря, Овруча, Коростеня, а с апреля того же года — в районах Вильно, Молодечно, Лепеля, Полоцка и Вилейки. Осенью 1919 года дивизия была передислоцированана в район Жлобина, где вела оборонительные боевые действия. В мае 1920 года был назначен на должность адъютанта стрелкового батальона этой же дивизии, в ходе советско-польской войны принимавшей участие в мае — июне в ходе наступления в районах Мозыря, Радзивилова и Борисова, а затем в наступлении на минском и варшавском направлениях. В августе 1920 года Васильков попал в польский плен, после освобождения из которого с августа 1921 года состоял в резерве комсостава штаба Московского военного округа.

### Межвоенное время
В 1921 году Васильков вступил в ряды РКП(б). В октябре того же года был направлен на учёбу в 4-ю Киевскую артиллерийскую школу, где был курсантом-политруком и помощником командира взвода. После окончания школы с сентября 1924 года служил в 1-м зенитно-артиллерийском полку (Ленинградский военный округ) на должностях командира взвода и заведующего разведкой дивизиона, а в июне 1927 года был назначен на должность командира батареи 73-го отдельного зенитного артиллерийского дивизиона. В октябре того же года был направлен на учёбу в Военно-техническую академию имени Ф. Э. Дзержинского, после окончания которой в июне 1931 года был назначен на должность командира и комиссара 40-го отдельного разведывательного артиллерийского дивизиона.
В июле 1932 года поступил в адъюнктуру при Военной артиллерийской академии им. Ф. Э. Дзержинского, после окончания которой в марте 1933 года был назначен на должность инженера высшей квалификации, в марте 1934 года — на должность преподавателя, а в марте 1935 года — на должность начальника лаборатории боевого применения артиллерии этой же академии.
В июле 1936 года Васильков был назначен на должность начальника штаба 3-й отдельной бригады ПВО (Закавказский военный округ), в июле 1937 года — на должность командира этой же бригады, а в мае 1938 года — на должность начальника артиллерии 3-го корпуса ПВО, дислоцированного в Баку.
С октября того же года исполнял должность начальника Тбилисского горно-артиллерийского училища. В январе 1939 года был назначен на должность помощника начальника Севастопольского училища зенитной артиллерии, в октябре 1939 года — на должность преподавателя кафедры стрельбы зенитной артиллерии Артиллерийской академии РККА имени Ф. Э. Дзержинского, а в мае 1941 года — на должность командира 8-й отдельной бригады ПВО.

### Великая Отечественная война
С началом войны Васильков продолжил командовать бригадой, одновременно являясь командующим Батумским бригадным районом ПВО. В мае 1942 года был назначен на должность начальника артиллерии Московского фронта ПВО, в ноябре — на должность начальника Горьковского училища зенитной артиллерии, в декабре — на должность командующего Уральского дивизионного района ПВО, а в апреле 1943 года — на должность командующего Воронежско-Борисоглебского дивизионного района ПВО, в июне преобразованного в Воронежский корпусной район ПВО. За время командования Васильковым частями района было сбито 796 самолётов противника, а также принимали участие в ходе Курской битвы, осуществляя противовоздушную оборону объектов и коммуникаций на Курском выступе, по которым осуществлялась перегруппировка и снабжение войск Центрального и Воронежского фронтов. В сентябре 1943 года управление Воронежского корпусного района ПВО было передислоцировано в Курск. В ходе боевых действий Николай Корнилович Васильков показал себя мужественным и храбрым командиром, за что ему 1 сентября 1943 года было присвоено воинское звание «генерал-майор артиллерии».
В октябре район ПВО под командованием Н. К. Василькова был преобразован в Курский корпусной район ПВО, который вскоре участвовал в ходе битвы за Днепр, прикрывая коммуникации и тыловые объекты Белорусского, 1-го и 2-го Украинских и 2-го Белорусского фронтов. В ноябре район ПВО был преобразован в Киевский с дислокацией управления в Нежине и Киеве. Объектами прикрытия района ПВО под командованием Василькова являлись железнодорожные узлы, станции Курск, Касторная, Мармыжи, Лиски, Щигры, а также мосты и переправы через реки Дон, Щигры, Полевая, Плота, Кшень, Олым и Днепр.
Указом Президиума Верховного Совета СССР за успешные боевые действия и высокое боевое мастерство по противовоздушной обороне пунктов Воронеж, Лиски, Валуйки, Курск и Киев в апреле 1944 года четыре части корпусных районов ПВО, руководимых Николаем Корниловичем Васильковым, были награждены орденами Красного Знамени.
В апреле 1944 года Киевский корпусной район ПВО был преобразован в 7-й корпус ПВО, который выполнял задачи по противовоздушной обороне Киева, мостов через Днепр, основных коммуникаций с крупными железнодорожными узлами Дарница, Нежин, Фастов, Казатин, Бердичев, Житомир, Христиновка и других.

### Послевоенная карьера
После окончания войны Николай Корнилович Васильков командовал 7-м и 5-м корпусами ПВО.
В апреле 1949 года был назначен на должность начальника Управления боевой подготовки зенитной артиллерии Войск ПВО страны, в июне 1950 года — на должность командующего зенитной артиллерией Московского района ПВО, в августе 1955 года — на должность командующего зенитной артиллерией Войск ПВО страны, в мае 1956 года — на должность командующего зенитно-реактивными войсками и зенитной артиллерией Войск ПВО страны, в апреле 1959 года — на должность первого заместителя начальника Военной командной академии ПВО по учебной работе — начальника учебного отдела, а в октябре 1960 года — на должность заместителя начальника этой же академии.
Генерал-лейтенант артиллерии Николай Корнилович Васильков с декабря 1961 года состоял в распоряжении главнокомандующего Войсками ПВО страны и в мае 1962 года был уволен в отставку. Умер 4 июля 1973 года в Москве. Похоронен в секции 134 колумбария на Новодевичьем кладбище.

## Семья
- Жена — Зоя Ивановна (1904—1982).
  - Дочь — Зоя Николаевна Василькова (1926—2008), актриса. Была замужем за Юрием Чекулаевым. Похоронена вместе с родителями[1].

## Воинские звания
- Генерал-майор артиллерии (1 сентября 1943 года);
- Генерал-лейтенант артиллерии (31 мая 1954 года).

## Награды
- Орден Ленина;
- Три ордена Красного Знамени;
- Орден Кутузова 2 степени;
- Орден Отечественной войны 1 степени;
- Медали.